# Печешур
Печешу́р (рос. Печешур) — присілок в Глазовському районі Удмуртії, Росія.

## Населення
Населення — 3 особи (2010; 5 в 2002).
Національний склад станом на 2002 рік:
- удмурти — 100 %

## Урбаноніми[3]
- вулиці — Печешурська